# Regionen Aktiv – Land gestaltet Zukunft
„Regionen Aktiv – Land gestaltet Zukunft“ war ein vom Bundesministerium für Verbraucherschutz, Ernährung und Landwirtschaft (BMVEL) durchgeführtes Modellprogramm mit einer Laufzeit von September 2001 bis Dezember 2005, mit einer Nachfolgeförderung (Phase 2) bis Ende 2007.

## Förderung und Finanzierung
In zwei Auswahlrunden wurden 18 Modellregionen ausgewählt, die für die Jahre 2002 bis 2005 entsprechende Fördergelder bekamen. Die Förderung erfolgte in zwei Phasen, wobei in Phase 2 die zuvor erarbeiteten Ansätze verstetigt werden sollten, um Strukturen aufzubauen, die auch nach Auslaufen der Förderung bestehen bleiben sollten. Die Förderung der Phase 2 lief Ende 2007 aus.
Ein Nachfolgeprojekt mit ähnlicher Zielsetzung war das von September 2011 bis Dezember 2014 laufende  Modellvorhaben „LandZukunft“ des Ministeriums, bei dem vier Modellregionen mit ähnlicher Zielsetzung gefördert wurden, wobei diese allerdings keine Kontinuität zum vorangegangenen Förderprojekt aufwiesen.

## Inhalte und Zielsetzungen
Schwerpunktthemen des von der damaligen Bundesministerin Renate Künast ins Leben gerufenen Modellprogramms „Regionen Aktiv – Land gestaltet Zukunft“ waren die nachhaltige Regionalentwicklung, die Erhaltung bzw. Schaffung regionaler Wertschöpfungsketten, die Sicherung und Schaffung neuer Arbeitsplätze, die Stadt-Umland-Beziehungen, der Verbraucherschutz, die erneuerbaren Energien und die Erhaltung von Natur und Landschaft.

## Evaluation und Begleitforschung
Die Durchführung der Phase 1 des Projekts wurde durch einen Verbund von Forschungseinrichtungen wissenschaftlich begleitet, dazu zählten unter anderem das Institut für Ländliche Strukturforschung an der Goethe-Universität Frankfurt und die Fernuniversität Hagen. Ziel der Forschung war es unter anderem die Ergebnisse des Förderprogramms mit denjenigen des EU-weiten Programms LEADER zu vergleichen. Die Evaluation ergab unter anderem, dass im Rahmen der Förderung 763 Arbeitsplätze in den Regionen geschaffen und weitere 701 erhalten werden konnten (im Durchschnitt 81 pro Region). In den Modellregionen wurden bis 2005 insgesamt ca. 72,9 Mio. Euro im Rahmen von 996 Einzelprojekten bewilligt. Knapp 68 Prozent der Mittel (ca. 49,3 Millionen Euro) wurden aus dem Förderprogramm finanziert. Die Kofinanzierung aus den Regionen betrug 4,3 Millionen Euro öffentliche und 19,3 Millionen Euro private Mittel. Es wurden über die Fördersumme hinaus Folgeinvestitionen in Höhe von ca. 83 Millionen Euro angestoßen, davon 57 Millionen private Mittel. Besonders positiv bewerteten die Forscher allerdings die nicht-monetären Effekte wie die stärkere Vernetzung der regionalen Akteure, die Verbesserung des regionalen Arbeitsklimas und die Schaffung eines hochwertigen regionalen Produkt- und Dienstleistungsangebotes. Da die Phase 2 des Projekts nicht vergleichbar evaluiert wurde, sind dauerhafte, über die Förderung hinaus wirksame Effekte nicht im Detail bekannt.

## Die 18 Modellregionen
- Altmark
- Barnim-Uckermark
- Bitburg-Prüm
- Chiemgau-Inn-Salzach
- Eichsfeld
- Hohenlohe
- Lübecker Bucht
- Mecklenburgische Seenplatte
- Odermündung
- Östliches Ruhrgebiet
- Ostfriesland
- Kreis Reutlingen
- Saarland
- Sächsische Schweiz / Weißeritzkreis
- Schwäbisches Donautal
- Uthlande
- Wendland / Elbetal
- Weserland